# Tarifverbund Ortenau
Der Tarifverbund Ortenau (abgekürzt: TGO, Werbebezeichnung: Die Ortenaulinie) ist ein Verkehrsverbund im baden-württembergischen Ortenaukreis. Der TGO ist dabei ein sogenannter Unternehmensverbund in der Rechtsform einer GmbH, er besteht aus insgesamt neun verschiedenen Verkehrsunternehmen. Im Gegensatz zu den sogenannten Mischverbünden bzw. Aufgabenträgerverbünden sind am TGO keine Aufgabenträger des öffentlichen Personennahverkehrs (z. B. Landkreis, Bundesland) beteiligt.

## Geschichte
Vorläufer des TGO waren erste lokale Tarifgemeinschaften verschiedener Busunternehmen, die ab 1987 eingerichtet wurden. Am 19. März 1991 stimmte der Kreistag im Ortenaukreis einstimmig für die Gründung eines kreisweiten Einheitstarifs für alle Busunternehmen, zu diesem Zweck wurde am 8. August 1991 die BGB-Gesellschaft Tarifgemeinschaft Ortenau (die Vorläuferorganisation des heutigen Verbunds, damals ebenfalls schon TGO abgekürzt) gegründet. So konnte bereits zum 1. September 1991 ein landkreisweit einheitlicher Zonentarif für alle Buslinien eingerichtet werden. Am 19. Dezember 1994 (Gründung einer eigenständigen Verbundgesellschaft und Einrichtung einer Geschäftsstelle) wurde dieser Vorläufer schließlich in die heutige Tarifverbund Ortenau GmbH umgewandelt (die zu diesem Zeitpunkt bereits etablierte Abkürzung TGO wurde dabei beibehalten). Ein paar Jahre später wurde schließlich auch noch der Schienenpersonennahverkehr (SPNV) im Ortenaukreis in den TGO integriert, seitdem handelt es sich um einen vollwertigen Verkehrsverbund.

## Der TGO heute
Das 1861 Quadratkilometer große Tarifgebiet des TGO umfasst in erster Linie den Landkreis selbst (in dem 443.482 Einwohner leben), darüber hinaus bestehen jedoch auch Kooperationen (sogenannte Übergangstarifgebiete) zu allen benachbarten Verkehrsverbünden (hierbei handelt es sich um den Karlsruher Verkehrsverbund (KVV) im Norden, die Verkehrs-Gemeinschaft Landkreis Freudenstadt (VGF) im Osten, den Verkehrsverbund Schwarzwald-Baar-Heuberg (move) im Südosten und den Regio-Verkehrsverbund Freiburg (RVF) im Süden). Besonders bemerkenswert ist die seit 1998 bestehende internationale Kooperation mit der französischen Eurométropole de Strasbourg (sogenannte EUROPASS-Tages- und Monatskarten), diese Kooperation gilt als weltweit erster grenzüberschreitender ÖPNV-Gemeinschaftstarif.
Die neun TGO-Verkehrsunternehmen bedienen zusammen insgesamt 60 Linien, das Streckennetz mit einer Gesamtlänge von 1492 Kilometern wird dabei überwiegend mit Bussen (Anteil von 1313 Kilometern) bedient, lediglich 179 Kilometer sind Schienenstrecken.
Der TGO ist auch Teilnehmer des Programms Konus. Konus steht für die kostenlose Nutzung des öffentlichen Nahverkehrs für übernachtende Schwarzwaldurlauber. Mit der Konus-Gästekarte können die Schwarzwald-Urlauber ihr Ausflugsziel, den Startpunkt für die Wanderung oder die Skitour usw. gratis ansteuern. Finanziert wird diese Gästekarte über eine pauschale Abgabe von 30 Cent pro Übernachtung.

## Gesellschafter und deren Anteile am TGO
| Verkehrsunternehmen                        | Firmensitz           | Anteil an der GmbH |
| ------------------------------------------ | -------------------- | ------------------ |
| Südwestdeutsche Landesverkehrs-GmbH (SWEG) | Lahr/Schwarzwald     | 47,0 %             |
| Regionalbusverkehr Südwest GmbH (RVS)      | Karlsruhe            | 30,5 %             |
| DB Regio AG                                | Frankfurt am Main    | 16,0 %             |
| SüdbadenBus GmbH (SBG)                     | Freiburg im Breisgau | 02,5 %             |
| Katz GmbH & Co. KG                         | Freudenstadt         | 02,0 %             |
| Schnurr-Reisen GmbH                        | Zell am Harmersbach  | 01,0 %             |
| Zimmermann Reisen e. K.                    | Gengenbach           | 01,0 %             |

(Stand Januar 2018)

## Verkehrsbetriebe im Tarifverbund Ortenau
- Albtal-Verkehrs-Gesellschaft (AVG)
- Südwestdeutsche Landesverkehrs-AG (SWEG)
  - Verkehrsbetrieb Mittelbaden Lahr
  - Busleitstelle Offenburg-Schutterwald
  - Busleitstelle Kehl
  - Verkehrsbetrieb Regionalbahnen Ortenau, Ottenhöfen
  - Verkehrsbetrieb Regio S-Bahn Ortenau, Offenburg
- Regionalbusverkehr Südwest GmbH (SüdwestBus), Betrieb Offenburg
- DB Regio AG, Verkehrsbetrieb Südbaden
- SüdbadenBus GmbH
- Katz GmbH & Co. KG
- Schnurr-Reisen GmbH
- Zimmermann Reisen e. K.
- TDK – Technische Dienste Kehl (Tram Kehl)
- TBO – Technische Betriebe Offenburg

(Stand März 2025)

## Wichtige Städte und Gemeinden im TGO (Auswahl)
- Achern
- Kehl
- Lahr/Schwarzwald
- Oberkirch
- Hausach
- Hornberg
- Offenburg
- Wolfach
- Zell am Harmersbach